# Kaeser Kompressoren
Kaeser Kompressoren – niemieckie przedsiębiorstwo z siedzibą w Coburgu, będące jednym z wiodących producentów systemów sprężonego powietrza. Z udziałem eksportu wynoszącym około 70%, przedsiębiorstwo jest jednym z największych producentów sprężarek w Europie.
W portfolio produktów znajdują się: śrubowe sprężarki stacjonarne i przewoźne, kompresory tłokowe, dmuchawy walcowe i śrubowe, turbo dmuchawy promieniowe, osuszacze, filtry i inne powiązane produkty. Zakłady produkcyjne Kaeser Kompressoren znajdują się w Coburgu, Gerze, Lyonie, Sonnefeld oraz Getyndze. Obecnie w przedsiębiorstwie pracuje 7500 osób na całym świecie, a oddziały i firmy partnerskie zlokalizowane są w 140 krajach.
Nazwa Kaeser Kompressoren pochodzi od nazwiska założyciela – Carla Kaesera. Od momentu powstania przedsiębiorstwo działa nieprzerwanie już ponad 100 lat, stale pozostając firmą rodzinną, zarządzaną obecnie przez czwarte pokolenie rodziny Kaeser.

## Historia Kaeser Kompressoren
Firma Kaeser Kompressoren została założona przez Carla Kaesera Seniora w 1919 roku w Coburgu, jako warsztat budowy maszyn. Działalność firmy obejmowała początkowo produkcję części zamiennych do pojazdów samochodowych oraz silników, w szczególności kół zębatych, a następnie została rozszerzona o budowę maszyn specjalnych dla przemysłu szklarskiego.
Powojenne zapotrzebowanie na sprężone powietrze w odbudowujących się Niemczech sprawiło, że firma rozpoczęła produkcję sprężarek. Pierwsza sprężarka tłokowa skonstruowana przez firmę Kaeser Kompressoren opuściła zakład produkcyjny w 1948 roku. W kolejnych latach powstała pełna oferta sprężarek tłokowych o mocy do 60 kW.
W 1973 r. Carl Kaeser Junior, syn założyciela firmy, przejął inicjatywę i podjął kolejną strategiczną dla przedsiębiorstwa decyzję o produkcji sprężarek śrubowych. Opracowany został blok sprężarki o wirnikach z energooszczędnym profilem SIGMA, dzięki któremu firma stała się wiodącym, międzynarodowym producentem sprężarek śrubowych. Pierwsza sprężarka zawierająca profil SIGMA została dostarczona w 1975 roku.
W kolejnych latach firma rozwinęła portfolio produktów:
- 1982 – uruchomienie programu MOBILAIR – śrubowe sprężarki przewoźne.

- 1991 – opracowanie dmuchawy walcowej z profilem OMEGA.

- 1994 – premiera osuszacza chłodniczego SECOTEC.

- 2001 – stworzenie SIGMA AIR MANAGER – nadrzędnego systemu sterowania stacją sprężonego powietrza.

- 2014 – uruchomienie programu dmuchaw śrubowych.

- 2020 – przebudowa drugiej hali produkcyjnej sprężarek śrubowych[2].

Carl Kaeser Jr., który rozpoczął pracę w Kaeser Kompressoren w 1937 r., pracował do dnia swojej śmierci w 2009 r. Obecny prezes Thomas Kaeser objął kierownictwo w Kaeser Kompressoren po tym, jak jego ojciec, Carl, zmarł w wieku 95 lat. W 2018 r. do firmy weszła czwarta generacja rodziny Kaeser. Kristin Katharina Kaeser przejęła obszar ochrony zdrowia, a Alexander Jan Kaeser został asystentem zarządu firmy Kaeser Kompressoren.

## Kaeser Kompressoren w Polsce
Firma Kaeser Kompressoren jest obecna we wszystkich głównych, uprzemysłowionych krajach świata. Pierwszy zagraniczny oddział został założony w Szwajcarii pod koniec lat siedemdziesiątych.
Kaeser Kompressoren Sp. z o.o. z siedzibą w Warszawie jest polskim oddziałem niemieckiej firmy Kaeser Kompressoren SE. Oddział w Polsce jest jednym z większych i prężnie działających przedsiębiorstw reprezentujących grupę Kaeser. Witold Molicki założył go w 1991 r. jako przedstawicielstwo zagraniczne Kaeser Kompressoren GmbH Oddział w Warszawie, aby następnie przekształcić w 1993 r. w Kaeser Kompressoren Sp. z o.o. Pod tą nazwą i formą prawną firma działa do dziś. Przedsiębiorstwo zatrudnia 140 osób i funkcjonuje na rynku polskim od ponad 30 lat.
Kaeser Kompressoren ma wdrożony System Zarządzania Jakością zgodny z ISO 9001 oraz System Zarządzania Środowiskowego zgodny ISO 14 001.

## Blok śrubowy z profilem wirników SIGMA
Pierwsze produkcyjne kompresory śrubowe posiadały symetryczne profile wirnika i nie podbiły rynku, głównie ze względu na wyższe zużycie energii w porównaniu z kompresorami tłokowymi. Stworzony w 1962 r. asymetryczny profil wirnika poprawił efektywność o 10%. Wciąż jednak zużycie energii elektrycznej było zbyt duże.
W latach siedemdziesiątych do klubu wytwórców sprężarek śrubowych przystąpiła firma Kaeser Kompressoren. Celem jej inżynierów było pokonanie wad kompresorów poprzednich generacji. Przełom nastąpił wraz z opracowaniem przez nich bloku śrubowego o wirnikach z energooszczędnym profilem SIGMA. Składa się on z dwóch równoległych wirników – napędzanego silnikiem wirnika “głównego” oraz wirnika “pomocniczego”. Są one zamknięte w obudowie, do której wtryskiwany jest olej chłodzący. Wirniki posiadają różną ilość zębów, inną prędkość kątową oraz obracają się w przeciwnych kierunkach. Obracając się z mniejszą prędkością dostarczają więcej sprężonego powietrza przy tej samej mocy napędowej. Oszczędność energii sięga poziomu od 15 do 20% względem konwencjonalnych asymetrycznych bloków śrubowych.
Powietrze z otoczenia jest zasysane poprzez przestrzenie o zmiennej geometrii wytworzone pomiędzy wirnikami a obudową. Do przestrzeni tych w trakcie obrotu wirników odcinany jest dalszy dostęp powietrza. Każdy obrót zmniejsza objętość pomiędzy wirnikami i obudową – powietrze jest sprężane. Następnie powietrze tłoczone jest przez otwór wylotowy na zewnątrz bloku do orurowania sprężarki. Konstrukcja bloku śrubowego umożliwia ciągłą kompresję bez pulsacji ciśnienia.